# Förenade socialister - nybyggare
Förenade socialister - nybyggare startedes som ett lokalt politiskt parti som var registrerat för val till kommunfullmäktige i Gällivare kommun. Det hade sin start som ett samarbete mellan Solidaritetspartiet, Socialistiska förbundet och Malmfältens arbetareförening. Solidaritetspartiet lämnade samarbetet efter valet 1988. Partiet var representerat i Gällivare kommunfullmäktige under mandatperioden 1988/1991.
Den 9 december 1989 hölls ett grundningsmöte för att bli ett rikstäckande parti. Partiet bestod då av tre grupperingar: Internationella Gruppen, Malmfältens arbetareförening och Marxist-Leninistiska Förbundet. Början 1990 beslutade Förenade Socialister att upplösas för att gå med i Arbetarlistan.